# Постфольклор
Постфольклор — стадія існування фольклорної традиції в умовах урбанізації та засобів масової комунікації. У вузькому значенні — тексти та традиції, що побутують на цьому етапі.

## Періодизація
Згідно з періодизацією, розробленою Єлеазаром Мелетинським, Сергієм Неклюдовим та Оленою Новік, існує три етапи розвитку фольклору: архаїчний, класичний та посфольклорний. Перехід фольклору від одного етапу до іншого був поступовим, а зміни провокувалися насамперед розвитком засобів передання інформації та зрушеннями в суспільному житті етносів.

## Зародження українського постфольклору
Класичний фольклор українського села трансформувався через суттєві соціальні, економічні, культурні, ідеологічні та технологічні зміни, що розпочалися з руйнацією традиційного феодального устрою у XIX столітті та утвердженням спочатку капіталістичного, а згодом соціалістичного ладу. Ще на початку XX століття видатний український фольклорист Ф. Колесса зауважував:
«Появу нових пісень приводить за собою звичайно зміна громадського устрою, суспільних відносин; важливі історичні події також мають вплив на життя народних мас або тою чи іншою стороною звертають на себе реальну увагу. Серед таких обставин постають цілі групи пісень».
Сучасна урбанізована цивілізація в процесі свого розвитку звільнялася від залишків «архаїки» в житті суспільства. Після розлому родового ладу відбулося подрібнення роду на сім'ї. Цим процесом, за С. Неклюдовим, завершилася так звана архаїчна ера фольклору і почалася класична. Проте з руйнуванням роду патріархальні сім'ї ще тривалий час перебували під впливом загальнородової традиції, тож рудименти та релікти архаїчного фольклору зберігалися, хоч і в модифікованому, трансформованому вигляді. Незворотні зміни почалися в українському суспільстві з проникненням на терени України наприкінці XIX ст. капіталізму, який приніс у суспільство індивідуалізм й остаточно зруйнував родові цінності, тоді почав занепадати класичний фольклор. «Упадок… мусив очевидно початися тоді, коли скінчився старий український побут, що витворив цю поезію». Остаточно класичний фольклор як цілісна система був зруйнований з утвердженням радянської влади. Оскільки режим СРСР був тоталітарним, то влада намагалася проникнути в усі сфери життя суспільства. На село, головний осередок класичного фольклору, відправляли культпрацівників, які нищили усталений століттями жанровий репертуар селян. Руйнуванню сприяла також колективізація, що означала зміну методів господарювання, а це, своєю чергою, потребувало трансформації в культурних імперативах селянства. Процесу занепаду сприяло проникнення в село засобів масової інформації, відтік селян у великі міста, де змішувалися люди із різних регіонів, які в умовах створення нового суспільства вже об'єктивно не могли користуватися своїм традиційним фольклором, а також нищення радянською владою інституту церкви, який підтримував традиції.
Наразі можна говорити тільки про залишки класичного фольклору, оскільки його як цілісної системи вже не існує.

## Дослідження постфольклору
Інтерес до вивчення міського фольклору останнім часом також був посилений новітніми розробками в царині соціології (субкультури) та філософії (деконструктивізм, постструктуралізм). Виходячи саме з соціоформуючої та соціооб'єднавчої функцій фольклору, деякі вчені починають розглядати як фольклор усю сукупність стереотипних текстів, що відтворюються в межах сучасного суспільства, включаючи в це поняття також тексти мас-культури. Безсумнівно, в багатьох аспектах масова культура перетинається з постфольклором, часто відбуваються запозичення, проте існує між ними і суттєва різниця.
Донедавна українська фольклористика досліджувала виключно класичний фольклор, який збирали в сільській місцевості. В річищі радянської фольклористики як філологічної науки пріоритет надавався естетичній стороні класичного фольклору, що виключало з досліджень залишки архаїчного фольклору, який мав перш за все містично-релігійну цінність. Відмінною рисою радянської фольклористики став позитивістський підхід до фольклору. Адже, за висловом одного з відомих теоретиків фольклору В. Є. Гусєв, «фольклором ми називаємо ту форму практично-духовної діяльності народних мас, котра за своєю природою об'єктивно являє собою образно-художнє відтворення дійсності та втілює ставлення до неї народу за допомогою образних засобів, що не потребують речовинного закріплення». Згідно із цією теорією фольклор повинен постійно змінюватись, оскільки змінюється дійсність, яку цей народ має відображати. Однак такі заяви не підштовхнули науковців до дослідження постфольклору, натомість в офіційній літературі досліджували тексти замовного «фольклору», який «збирали» на підтвердження того, що реальність змінилася саме в тому напрямі, як це передбачалося догмами марксизму-ленінізму, і що це відбивається в народній традиції. Наприклад, псевдоколядка: «Ясно сяє зірка: всіх веде до волі. / Дніє вже навколо! Домоглися долі! / Уставайте, люди, зіронька засяла! / Ланцюги порвались! Слава! Слава! Слава!»
Тим часом класичний фольклор занепадав: зникали цілі жанри, традиції забувалися, селяни переставали суворо дотримуватися ритуалів. У фаховій літературі у зв'язку з цим поширились песимістичні тенденції. Наприклад, показовою є назва конференції, що відбулася в Україні вже в часи незалежності: «Регрес і регенерація в народному мистецтві». Лише деякі науковці почали звертати увагу на тексти, які поставали на заміну класичному фольклору.

## Постфольклор у мережі інтернет
Популярність інтернету, як засобу масової комунікації, сформувала віртуальні спільноти, що активно продукують постфольклорні тексти та формують нові традиції. З часом певні стійкі словесні конструкції можуть виходити за межі закритих спільнот у загальнонаціональний фольклор, як це трапилося з мемами «Прівєд! Мєдвєд!» або «Доколє!».